# Martyna Brodzik
Martyna Brodzik (7 juli 2001) is een voetbalspeelster uit Polen. Ze speelt als middenvelder voor Pogoń Sczescin in de Ekstraliga.

## Clubcarrière
Brodzik maakte in 2016 voor Olimpia Sczescin haar debuut in de Ekstraliga. In het seizoen 2020/21 kwam ze tot twee wedstrijden waarin ze driemaal tot scoren kwam. Na de fusie met Pogoń Sczescin kwam Brodzik sinds 2022 uit voor die club. In het seizoen 2022/23 kwam ze tot 19 wedstrijden op het middenveld van de club, waarvan 16 in de Ekstraliga in 3 de Poolse beker. In juni 2023 tekende Brodzik een nieuw contract tot medio 2025 in Sczescin. In juni 2024 werd Brodzik met Pogoń Sczescin voor de allereerste keer in de clubgeschiedenis landskampioen van Polen. Dat seizoen kwam ze tot negentien wedstrijden waarin ze drie keer tot scoren kwam.

## Statistieken
| Seizoen | Club             | Land   | Competitie | Wedstrijden | Doelpunten |
| ------- | ---------------- | ------ | ---------- | ----------- | ---------- |
| 2020/21 | Olimpia Sczescin | Polen  | Ekstraliga | 2           | 3          |
| 2023/24 | Pogoń Sczescin   | Polen  | Ekstraliga | 19          | 3          |
| 2024/25 | Pogoń Sczescin   | Polen  | Ekstraliga | 18          | 4          |
| Totaal  | Totaal           | Totaal | Totaal     | 39          | 10         |

Bijgewerkt t/m 7 mei 2025.

## Interlandcarrière
Brodzik werd in februari 2024 voor het eerst opgeroepen voor het Poolse nationale team. Ze maakte haar debuut op 27 februari van hetzelfde jaar in een vriendschappelijke wedstrijd tegen Zwitserland. In de 82e minuut mocht ze in deze wedstrijd invallen voor Emilia Szymczak. De volgende wedstrijd, opnieuw tegen Zwitserland, maakte Brodzik haar basisdebuut. Ook kwam ze in actie voor Polen tijdens de succesvolle kwalificatiereeks voor het EK 2025 waarin Brodzik zich met haar land wist te plaatsen voor het eindtoernooi.